# Alice Huntington Bushee
Alice Huntington Bushee (Worcester, Massachusetts 3 de diciembre de 1867 - Rhode Island, 28 de abril de 1956) fue una escritora, bibliotecaria, docente de matemáticas y literatura española. Realizó sus estudios universitarios en Mount Holyoke College.

## Trayectoria
Hija de un pastor protestante congregacionista, pasó su infancia en Vermont, de donde fue a Massachussets a estudiar literatura española en Mount Holyoke College donde terminó la licenciatura, en 1891, como la primera de su promoción. En 1892 empezó su trayectoria como docente.

### Etapa de misionera
En 1893 viajó como misionera a Europa y se incorporó al International Institute for Girls, recién fundado en San Sebastián. Esta institución, dirigida entonces por Alice Gordon Gulick, fomentaba la educación de las mujeres en España y se nutría de la colaboración de las profesoras extranjeras. En el Instituto Internacional, Alice Huntington trabajó como bibliotecaria y enseñó matemáticas y literatura española.

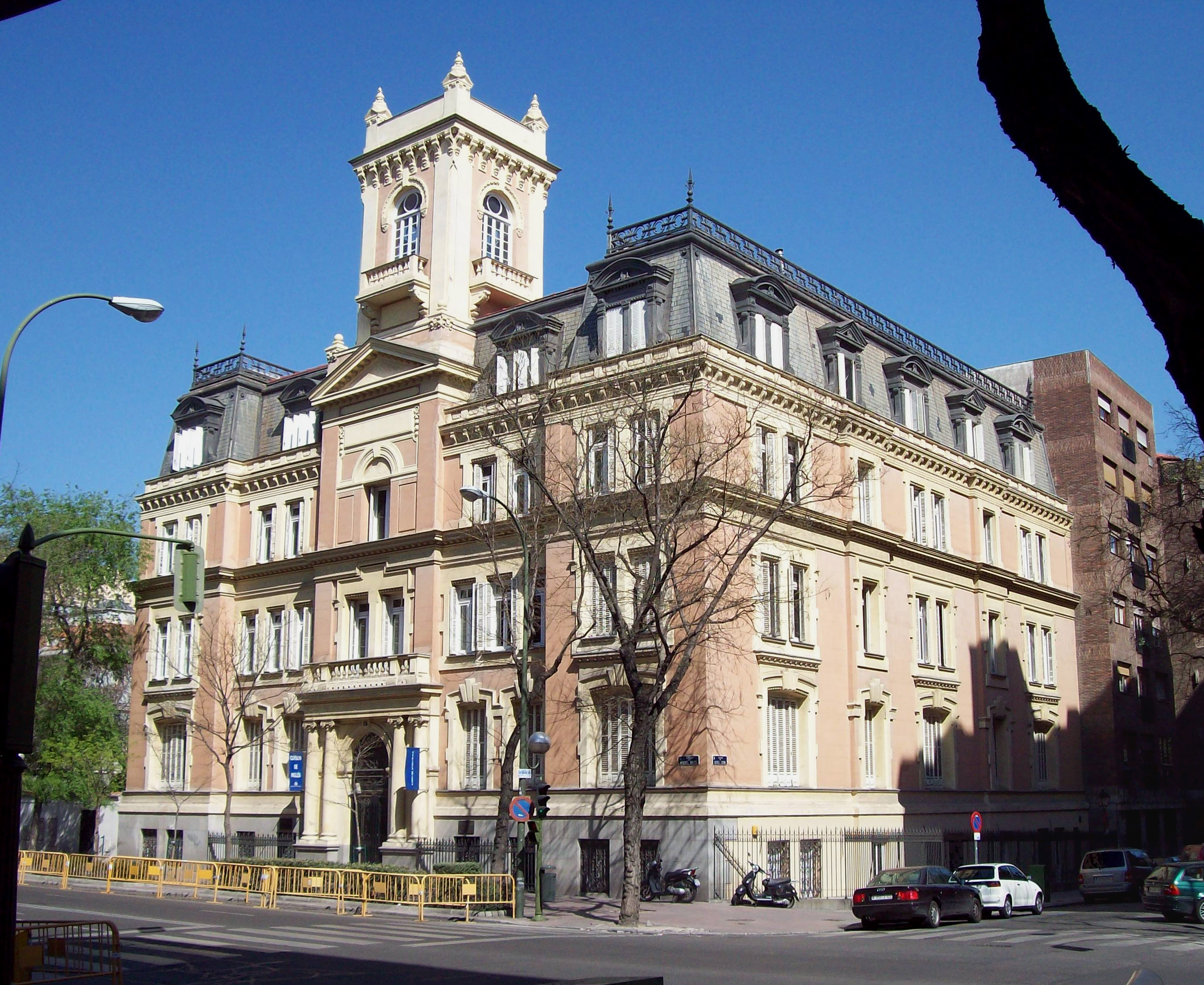
International Institute for Girls in Spain

Aunque su docencia se vio interrumpida por viajes a su tierra natal, dedicó a la institución unos catorce años de su vida, trasladándose a Biarritz en su transitorio exilio hasta 1902. Su contribución más determinante, y duradera, fue sin duda la organización de la biblioteca del Internacional Institute for Girls en 1904.

### Docencia en Estados Unidos
Al morir su padre, Bushee regresa a los Estados Unidos en 1907. Durante su estancia en los Estados Unidos,  obtuvo una maestría en español por la Universidad de Boston en 1909.
En 1911 se incorporó al claustro de Wellesley College, como profesora de español. En esta institución llega a ser directora del departamento de español y, en 1931, catedrática de la cátedra Helen J. Sanborn de literatura española. Se encargó personalmente de la estancia del poeta español Pedro Salinas en la Universidad. En 1916 se le otorgó la membresía a la Hispanic Society of America y en 1930 en la Real Academia Hispanoamericana de Cádiz.
Durante esta etapa de su vida, regresó a España en varias ocasiones, tanto por motivos más personales como para seguir investigando; en 1924-25, disfrutando de un año de permiso, asumió la dirección del International Institute for Girls. Tras la victoria del franquismo, el Instituto cesó su actividad y la Sección Femenina se hizo cargo del mismo. Abandonados los ideales con los que surgió el Instituto, Alice H. Bushee se retiró a su país en 1936, yéndose a vivir con su familia en Rhode Island, donde falleció el 28 de abril de 1956.

Su labor en España se caracteriza por la creación de la primera biblioteca del International Institute for Girls, que abasteció a las mujeres españolas y amplió su formación.

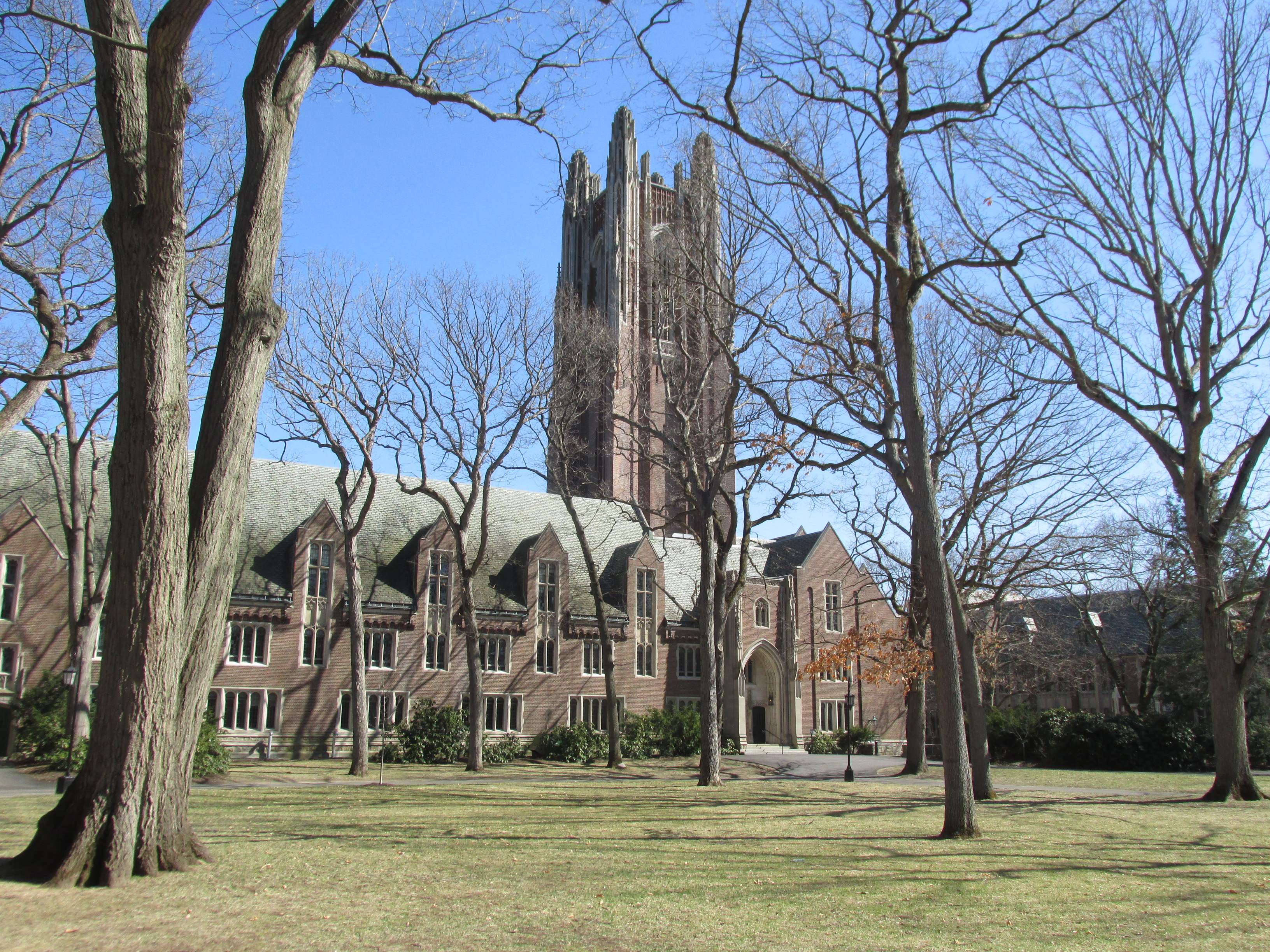
Wellesley College, MA.

## Publicaciones
- The Fundamentals of Spanish Grammar (1917)[6]
- The sucesos of Mateo Alemán”. En Revue Hispanique, XXV: 359-457. París (Francia).[7][8]
- Three  centuries of Tirso de Molina. University of Pennsylvania Press, 1939.[9]